# Oscar Nilsson-Julien
Oscar Nilsson-Julien (* 10. Januar 2002 in London) ist ein französisch-britischer Radrennfahrer, der auf Bahn und Straße aktiv ist.

## Sportlicher Werdegang
Oscar Nilsson-Julien fuhr regelmäßig mit seinem Vater Olivier, der dort mit dem Velo Club Londres trainiert, zum Herne Hill Velodrome im Süden Londons, aber erst 2014 begann er selbst ernsthaft mit dem Radsport. 2016 wurde er britischer Jugend-Meister im Omnium. 2019 wurde er mit Max Rushby, Alfred George, Samuel Watson und Leo Hayter Junioren-Europameister in der Mannschaftsverfolgung und belegte bei den Straßenweltmeisterschaften im Einzelzeitfahren der Junioren Platz neun.
2022 wurde Nilsson-Julien britischer Meister im Omnium der Elite und in den Disziplinen Scratch, Punktefahren und Zweier-Mannschaftsfahren (mit Jack Brough) jeweils Vize-Meister.
Seit 2023 startet Oscar Nilsson-Julien, dessen Vater Franzose ist, für Frankreich.

## Erfolge

### Bahn
2016
- Britischer Jugend-Meister – Omnium

2018
- Britischer Jugend-Meister – Omnium, Punktefahren, Scratch, Zweier-Mannschaftsfahren (mit Jack Rootkin-Gray)

2019
- Junioren-Europameister – Mannschaftsverfolgung (mit Max Rushby, Alfred George, Samuel Watson und Leo Hayter)
- Britischer Junioren-Meister – Scratch

2022
- Britischer Meister – Omnium
- U23-Europameister – Omnium

2024
- Europameisterschaften – Punktefahren
- Französischer Meister – Punktefahren

### Straße
2024
- Tour de la Mirabelle